# Spoorweg-Maatschappij Zwolle - Blokzijl

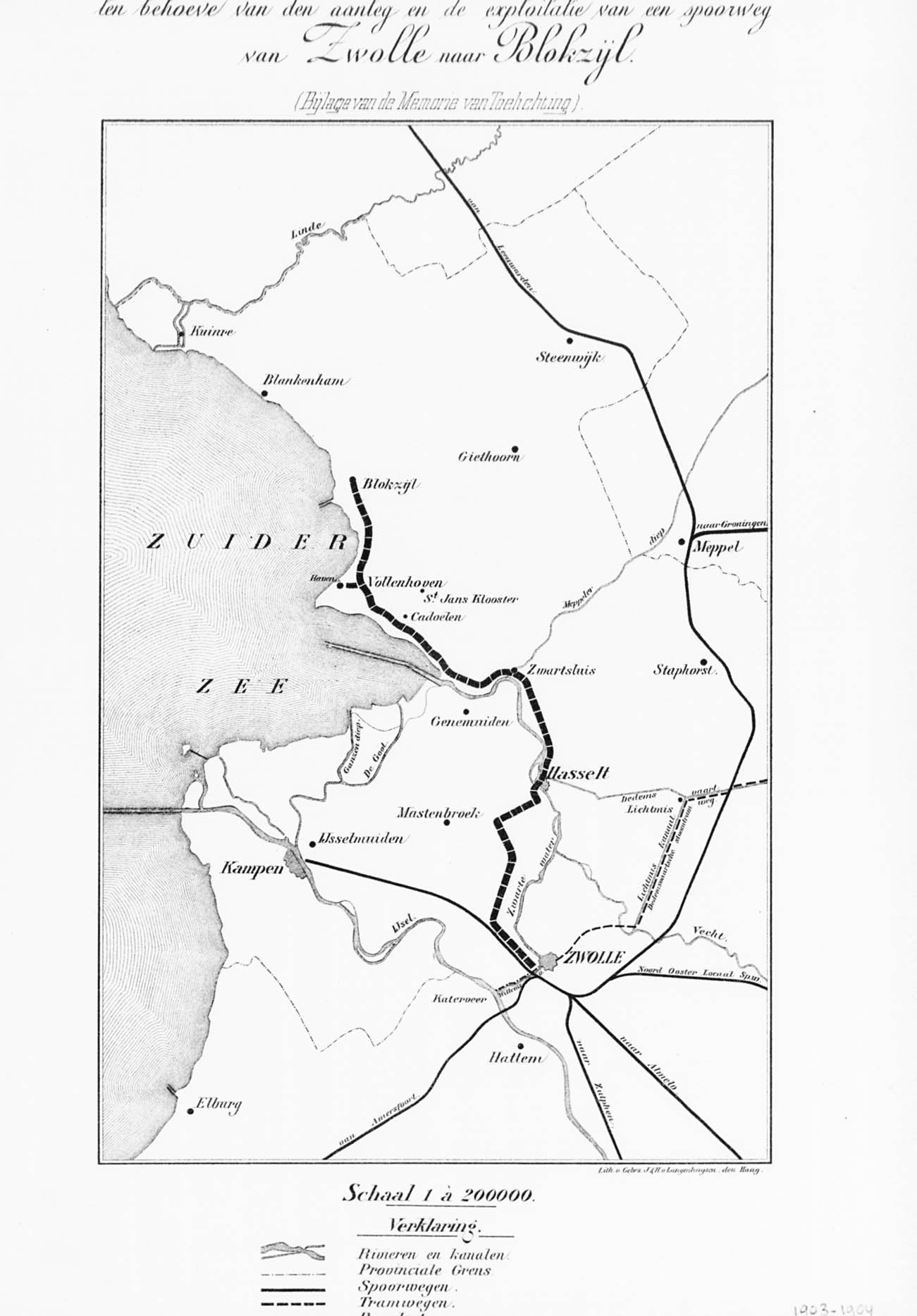
Route van de tramlijn Zwolle – Blokzijl.

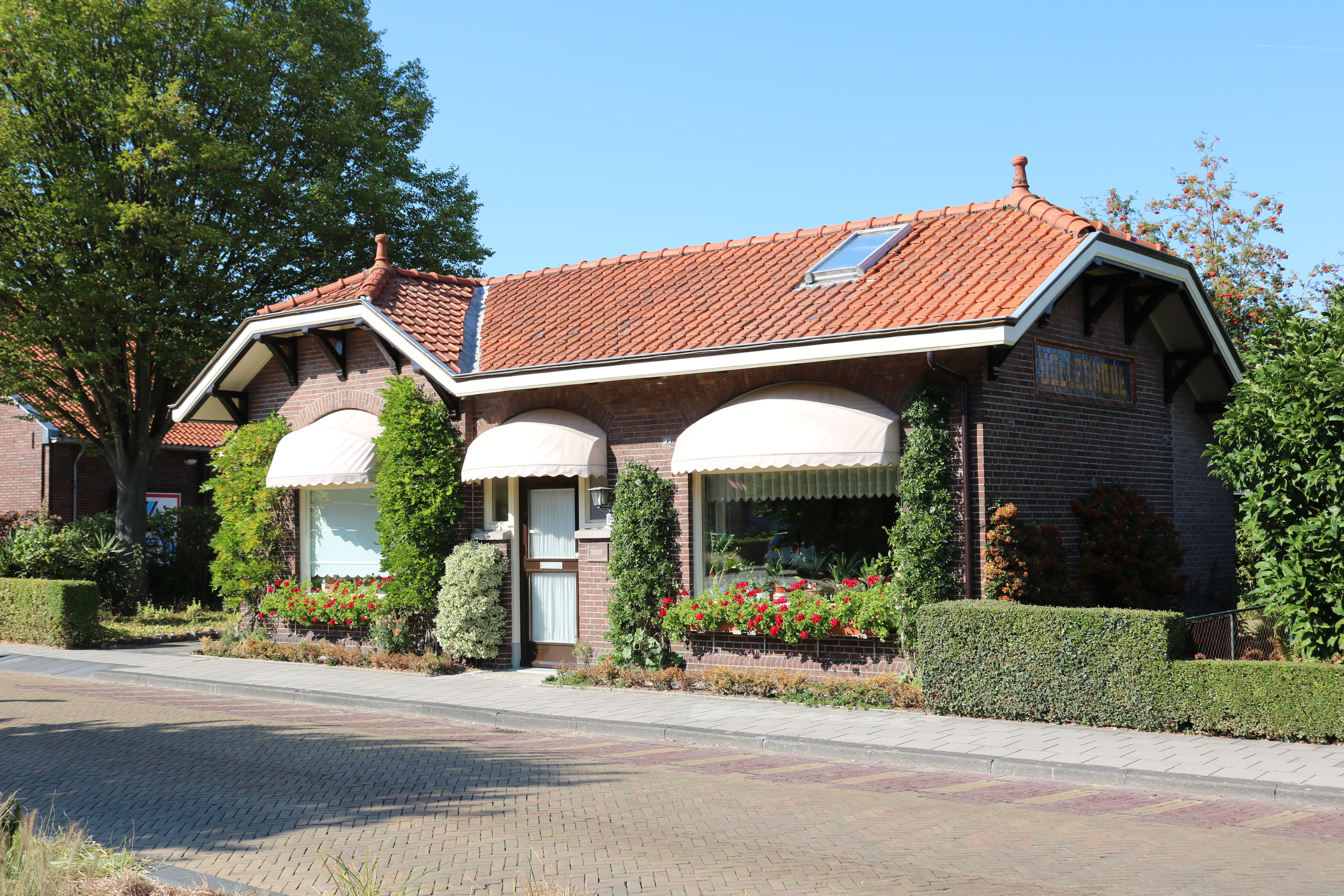
Het voormalige tramstation van Vollenhove

De N.V. Spoorweg-Maatschappij Zwolle - Blokzijl (ZB), gevestigd te Zwolle, was een stoomtrammaatschappij in de Kop van Overijssel.

## Geschiedenis
De ZB werd opgericht op 13 september 1904. Pas in 1912 werd begonnen met de aanleg van de tramlijn Zwolle - Blokzijl, met een zijlijntje naar de haven van Vollenhove. De 34 kilometer lange lijn was aangelegd op kaapspoor (spoorwijdte 1067 mm). In januari 1914 vond de eerste proefrit plaats en op 11 maart 1914 begonnen de trams te rijden. De exploitatie geschiedde door de Nederlandsche Centraal-Spoorweg-Maatschappij (NCS), vanaf 1 mei 1919 door de Staatsspoorwegen.
Al na twintig jaar werd de stoomtramdienst in 1934 vervangen door een busdienst. De exploitatie was niet elk jaar rendabel en vooral in de crisisjaren liep het vervoer sterk terug, mede door de jarenlange staking bij houtzagerij Loos. De techniek had intussen niet stilgestaan. Ondanks de smalle wegen bleek personen- en vrachtvervoer met bussen en vrachtauto's goedkoper en sneller. Op 31 augustus 1934 reed de laatste tram tussen Blokzijl en Zwolle; de volgende dag nam de busmaatschappij het personenvervoer over.
Tussen 1935 en 1940 werd het buslijnennet uitgebreid in geheel Noordwest-Overijssel. Per 29 december 1938 de maatschappijnaam 'Zwolle - Blokzijl' gewijzigd in N.V. Vervoermaatschappij De Noord-Westhoek, terwijl het hoofdkantoor verhuisde van Zwolle naar Zwartsluis.